# Chemin de fer Mendoza à Valparaiso
Le chemin de fer de Mendoza à Valparaiso (en espagnol "Ferrocarril Trasandino") est la première ligne ferroviaire qui a traversé les Andes. Elle fut mise en service en 1910 et cessa son service de transport de voyageurs en 1978, puis son activité de fret marchandises quatre ans plus tard, en raison d'éboulements. C'est le chemin de fer transcontinental à la plus haute altitude au monde, avec un passage à 3 750 m au col de la Cumbre, non loin du sommet de l'Aconcagua. 
Elle fait partie de la première ligne transcontinentale joignant Buenos Aires (Argentine) sur l'océan Atlantique à Valparaiso (Chili) sur l'océan Pacifique, pour une distance totale de 1 408 km.

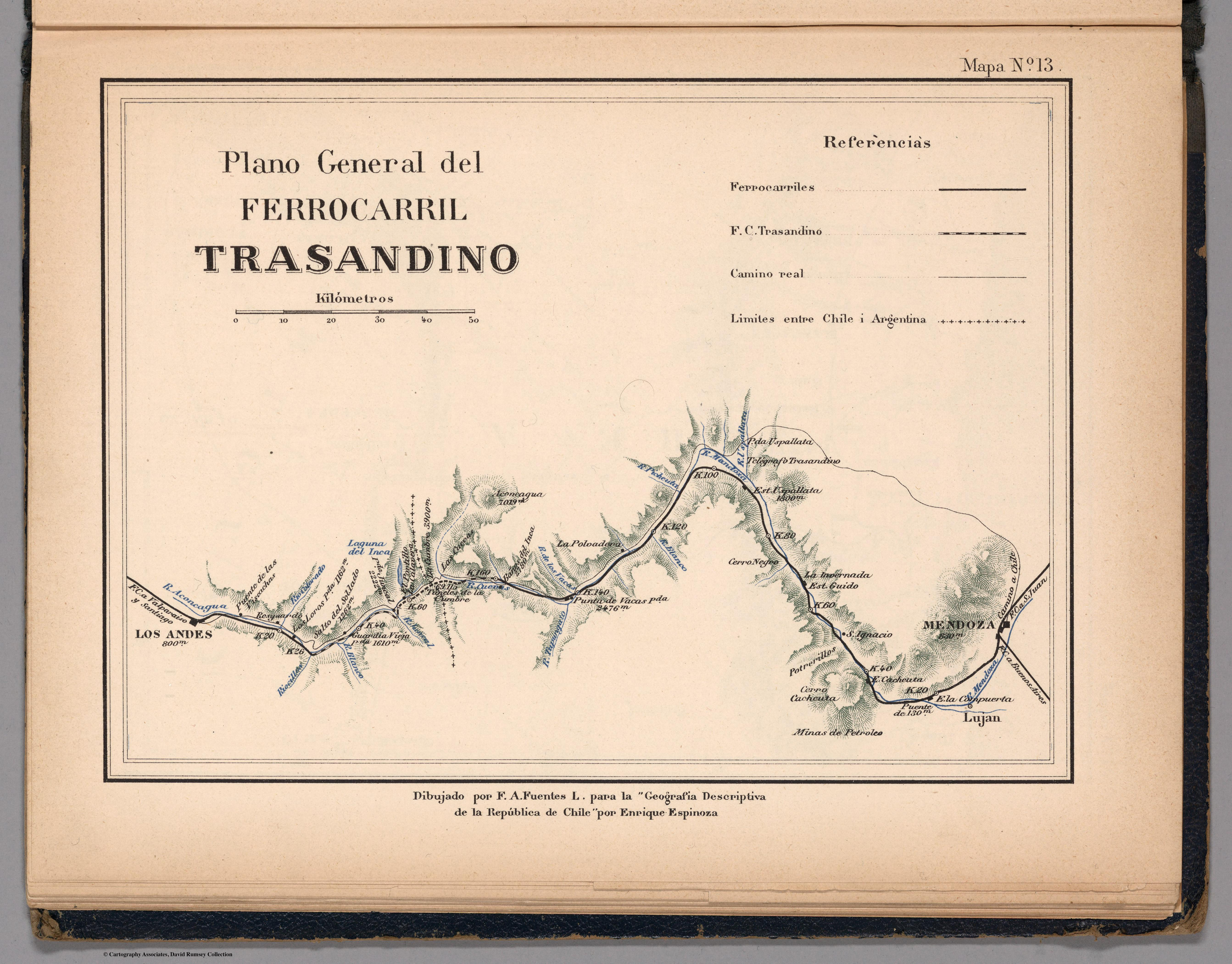
Ligne Mendoza – Los Andes, 1903

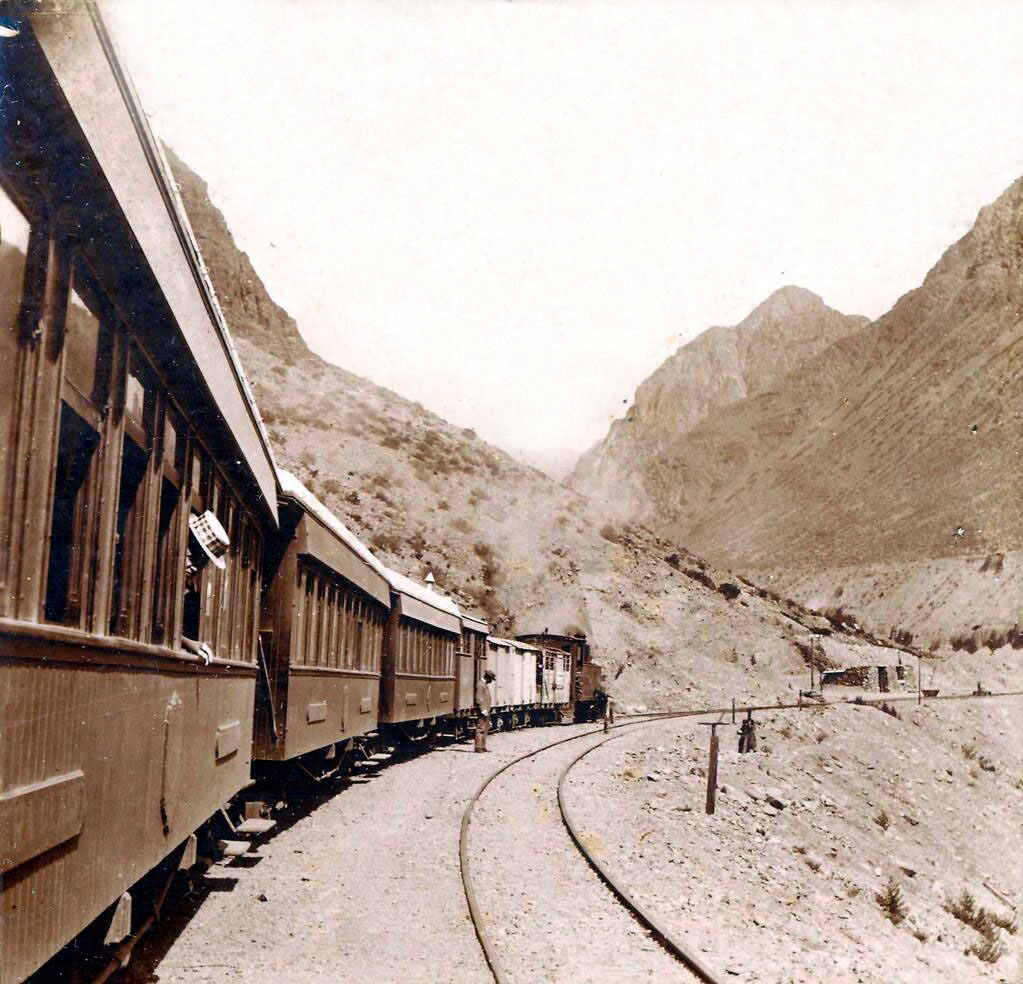
Le transandin au XIXe siècle

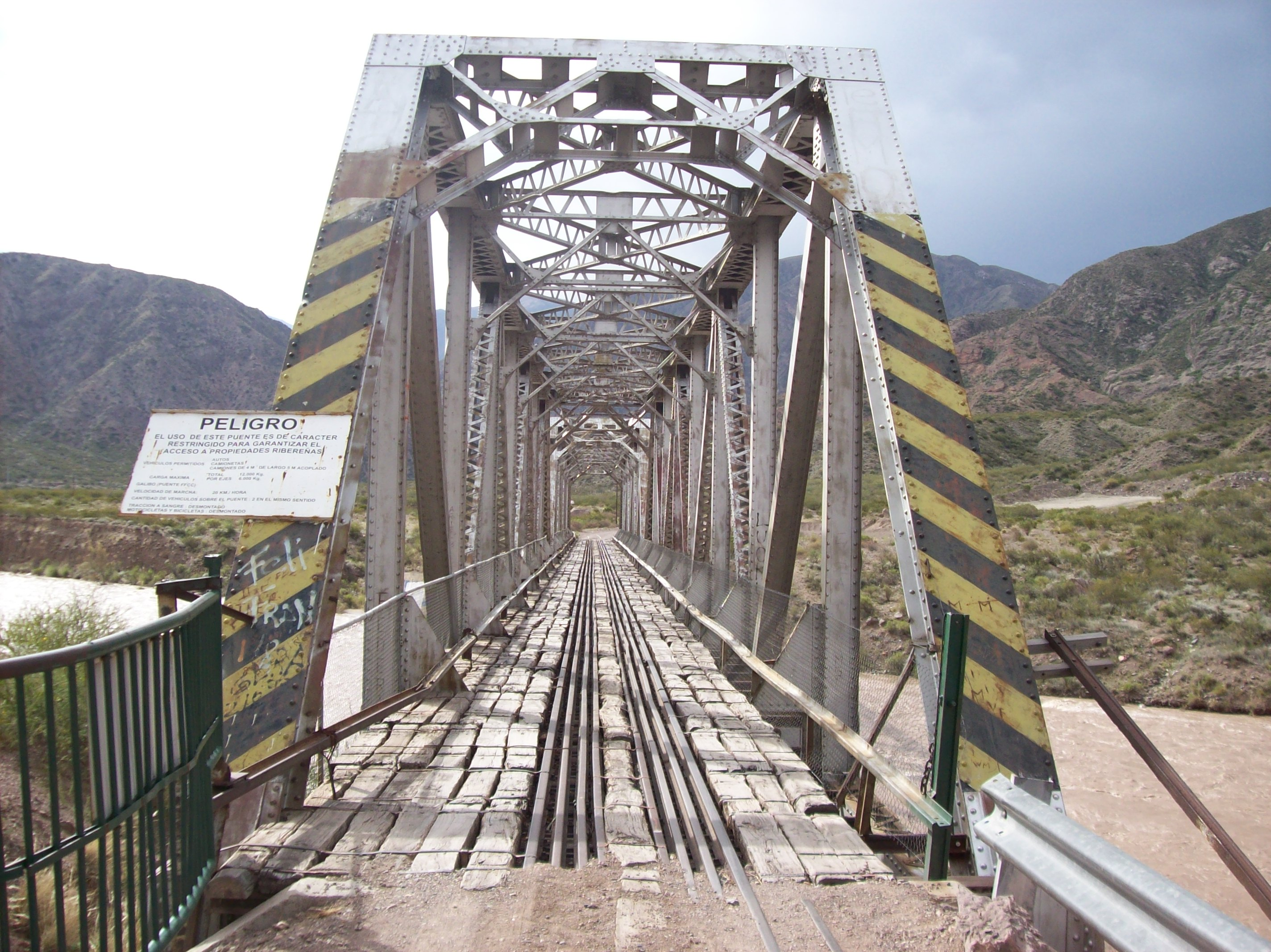
Pont franchissant le Mendoza

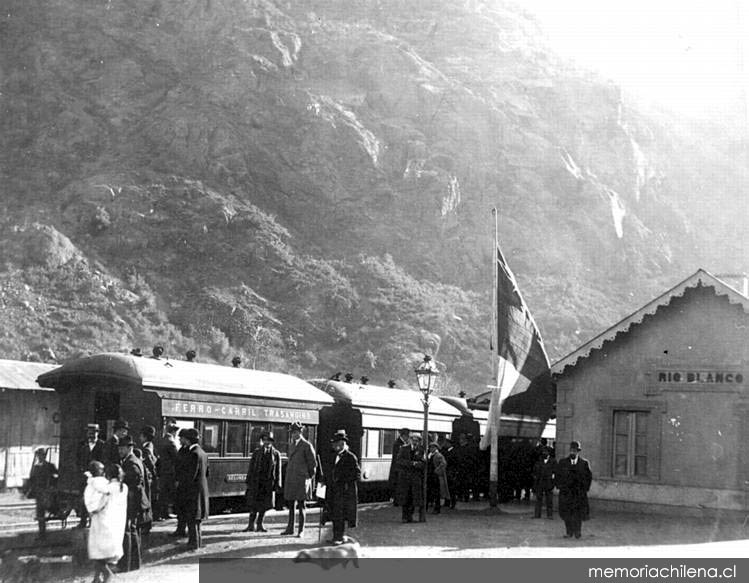
Río Blanco, Chili, 1910

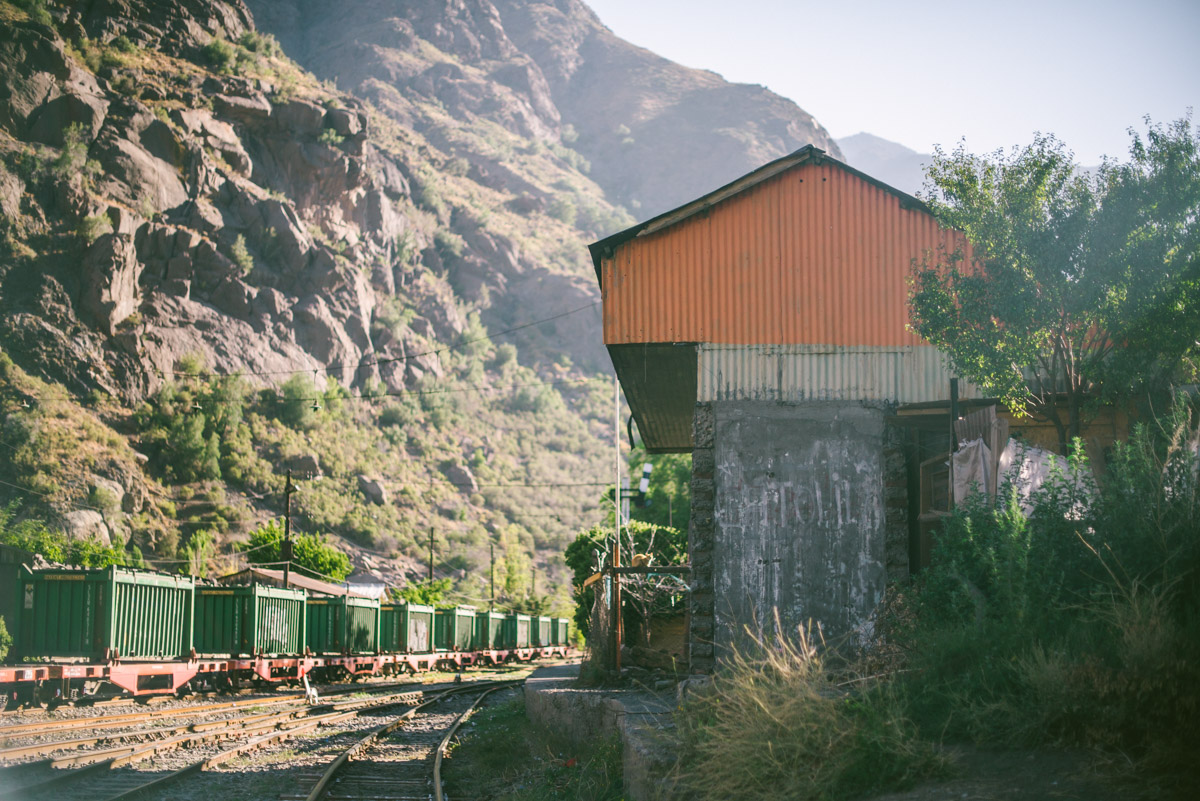
Río Blanco, Chili, 2022

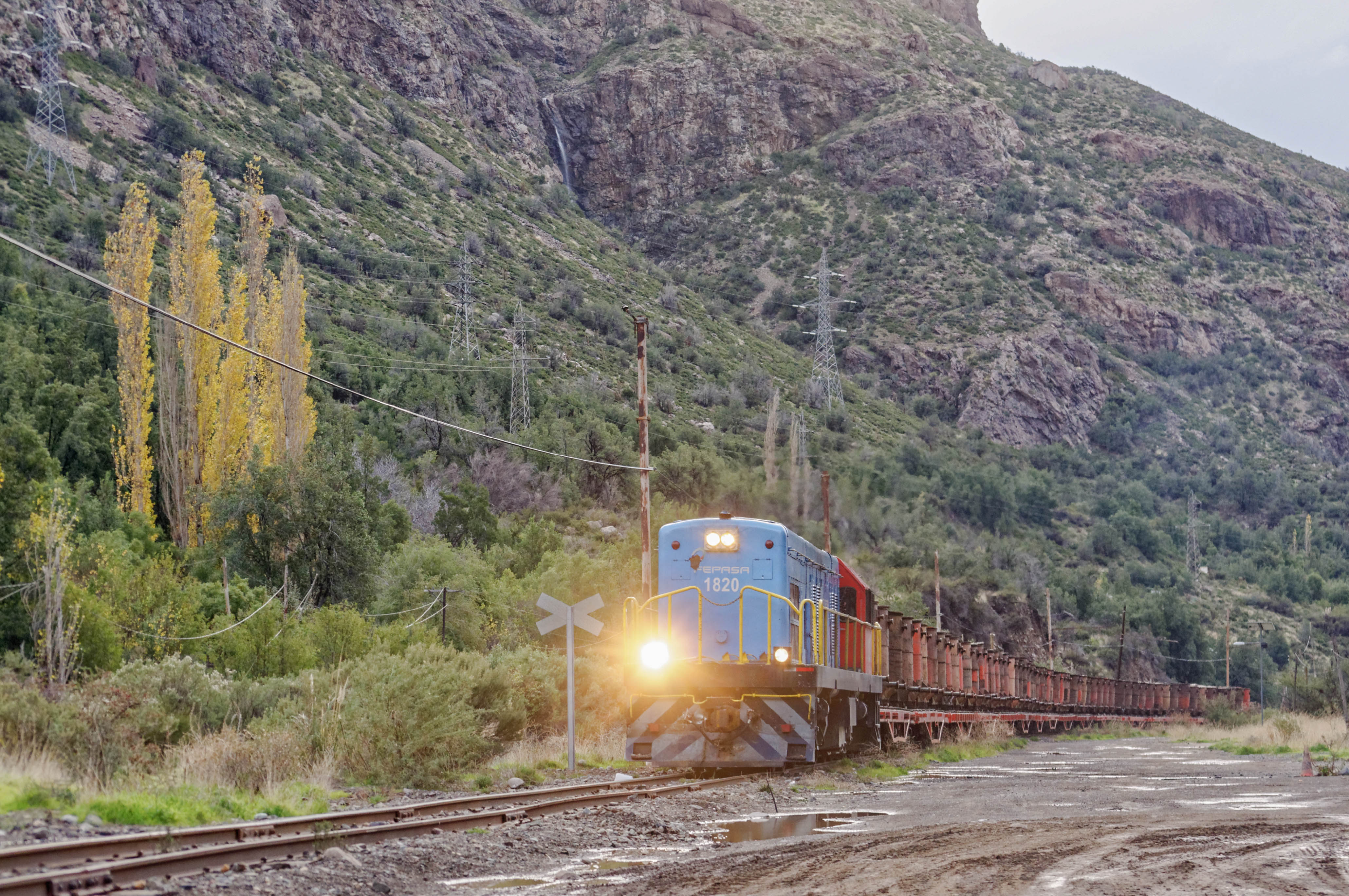
Train entre Los Andes et Río Blanco, 2018 – seul tronçon encore en activité

## Les étapes
| Nombre de km | Lieu                                         | Élévation | Notes                                   |
| ------------ | -------------------------------------------- | --------- | --------------------------------------- |
| 0            | Mendoza                                      | 767       |                                         |
| 13           | Paso de los Andes                            | 935       |                                         |
| 24           | Blanco Encalada                              | 1 067     |                                         |
| 40           | Cacheuta (es)                                | 1 228     |                                         |
| 55           | Potrerillos (es)                             | 1 355     |                                         |
| 69           | Guido                                        | 1 511     |                                         |
| 92           | Uspallata                                    | 1 750     |                                         |
| 117          | Rio Blanco (Argentine)                       | 2 134     |                                         |
| 130          | Zanjón Amarillo                              | 2 206     |                                         |
| 140          | Punta de Vacas                               | 2 395     |                                         |
| 159          | Puente del Inca (es)                         | 2 717     |                                         |
| 174          | Las Cuevas                                   | 3 149     | Dernière étape argentine avant le Chili |
| 3,2          | tunnel de Cumbre (frontière Argentine-Chili) |           |                                         |
| 180          | Los Caracoles                                | 3 176     |                                         |
| 185          | Portillo                                     | 2 867     | La célèbre station de ski               |
| 196          | Hermanos Clark (es) (autrefois El Juncal)    | 2 231     |                                         |
| 209          | Guardia Vieja (es)                           | 1 645     |                                         |
| 214          | Rio Blanco (Chili)                           | 1 452     |                                         |
| 225          | Salto del Soldado (es)                       | 1 262     |                                         |
| 238          | San Pablo                                    | 957       |                                         |
| 248          | Los Andes                                    | 814       |                                         |

Polvaredas (es) est entre Uspallata et Punta de Vacas.

## Historique
La voie ferrée transandine entre Valparaíso (Chili, côte Pacifique) et Mendoza (Argentine) fait partie de la ligne Valparaíso – Buenos Aires (Argentine, côte Atlantique) dont le projet remonte à 1874. La ligne Valparaíso – Buenos Aires a été livrée pour une mise en exploitation le 5 avril 1910 et inaugurée officiellement le 25 mai 1910.
En 1891, la voie du côté argentin parvient jusqu'à Uspallata, au pied de la cordillère des Andes, via Mendoza. Il reste alors à franchir le passage le plus difficile : le col de la Cumbre à 3 750 m d'altitude, entre l'Aconcagua au nord – plus haut sommet de la cordillère des Andes – et le Juncal (es) au sud, à la frontière des deux pays. Même si le versant oriental y est en pente plus douce que le versant occidental, les ingénieurs envisagent d'abord un funiculaire mais se résolvent à forer un tunnel long de 5 kilomètres – à une altitude de 3140 mètres, le double de celle des tunnels alpins les plus hauts.
À partir de 1894 les hésitations du gouvernement chilien et l'abondance des neiges rendent l'avancée très lente et coûteuse. La partie la plus pentue, avec des pointes à 8 %, relie Valparaíso au tunnel. De Mendoza à Los Andes, la voie est large de seulement un mètre, obligeant à changer de train.
Du côté chilien, la ligne se ramifie avec une longue remontée au nord vers les mines de cuivre de la région d'Antofagasta et un autre embranchement en direction de Puerto Montt.

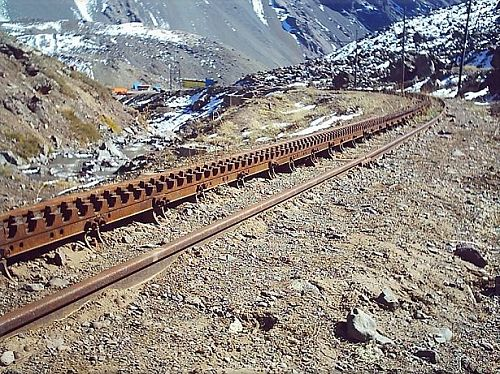
Crémaillère Abt (à trois lamelles) sur la ligne
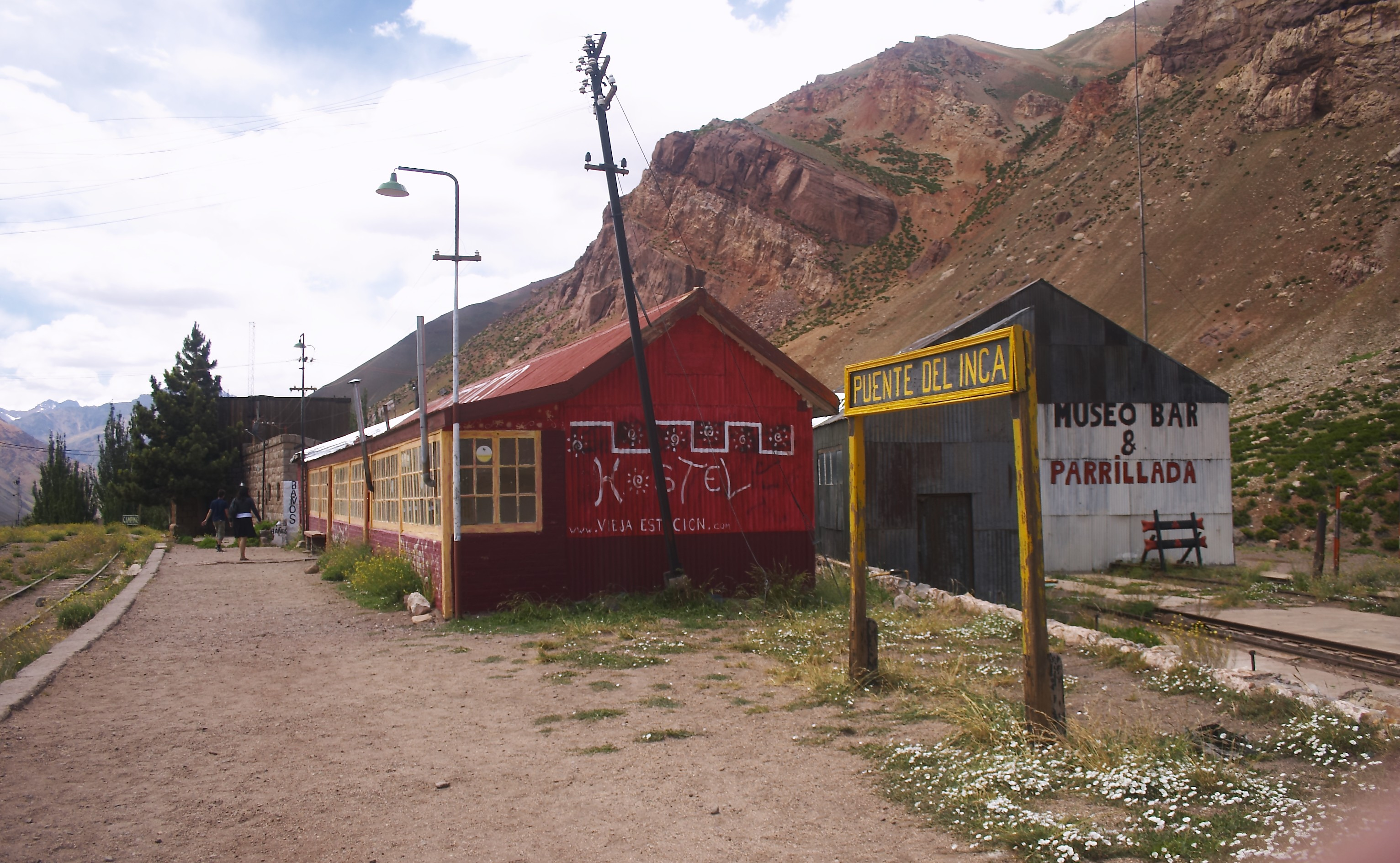
Puente del Inca (es), 2007
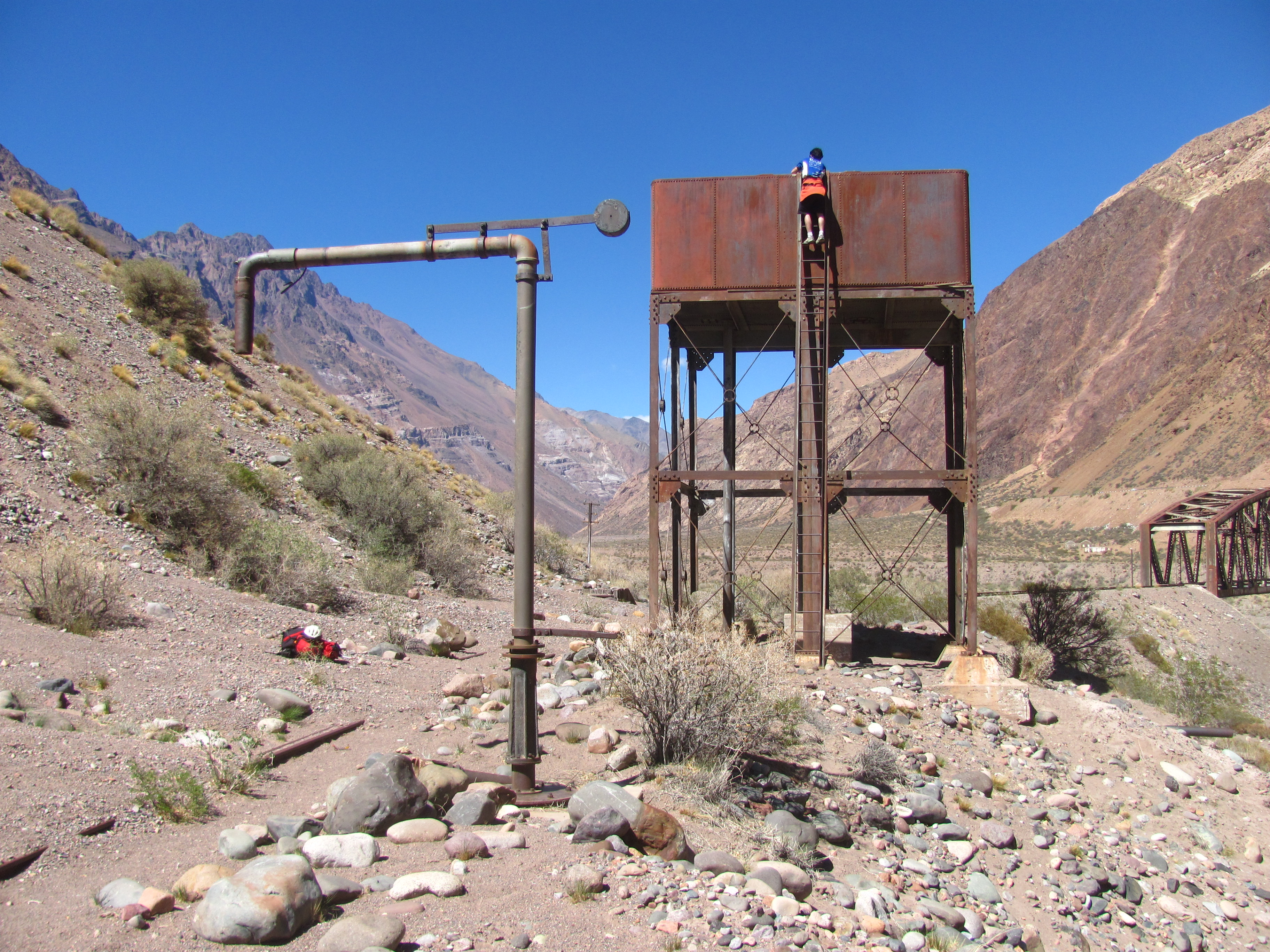
Réservoir à eau pour le train entre Polvaredas (es) et Uspallata
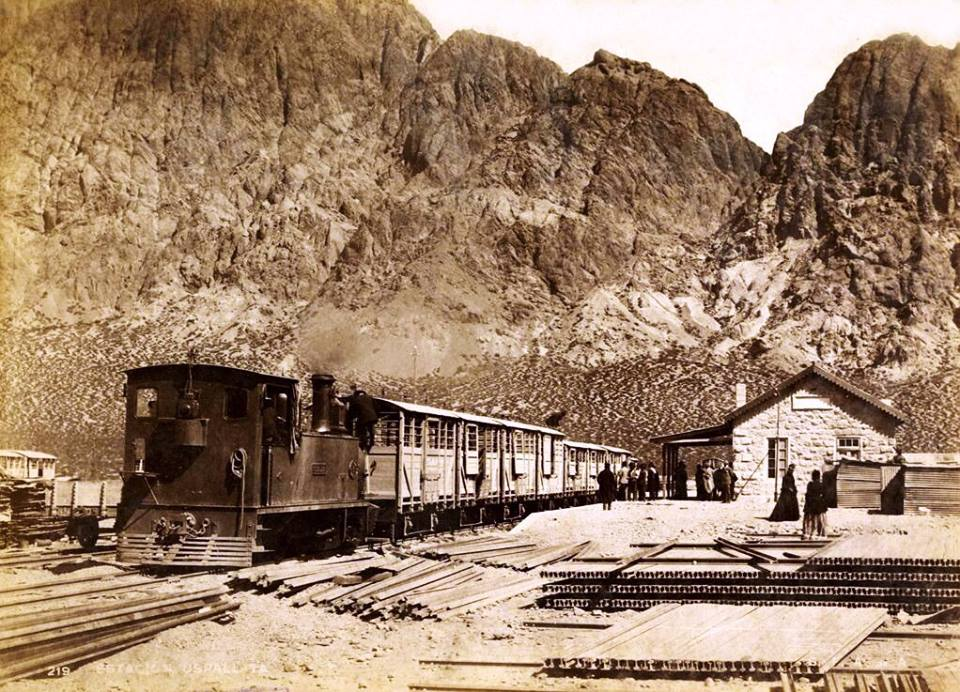
Uspallata, 1900
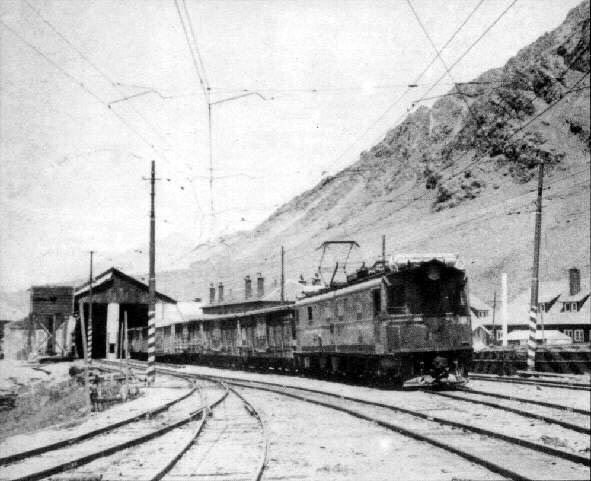
Train de marchandises avec locomotive E-100, Las Cuevas
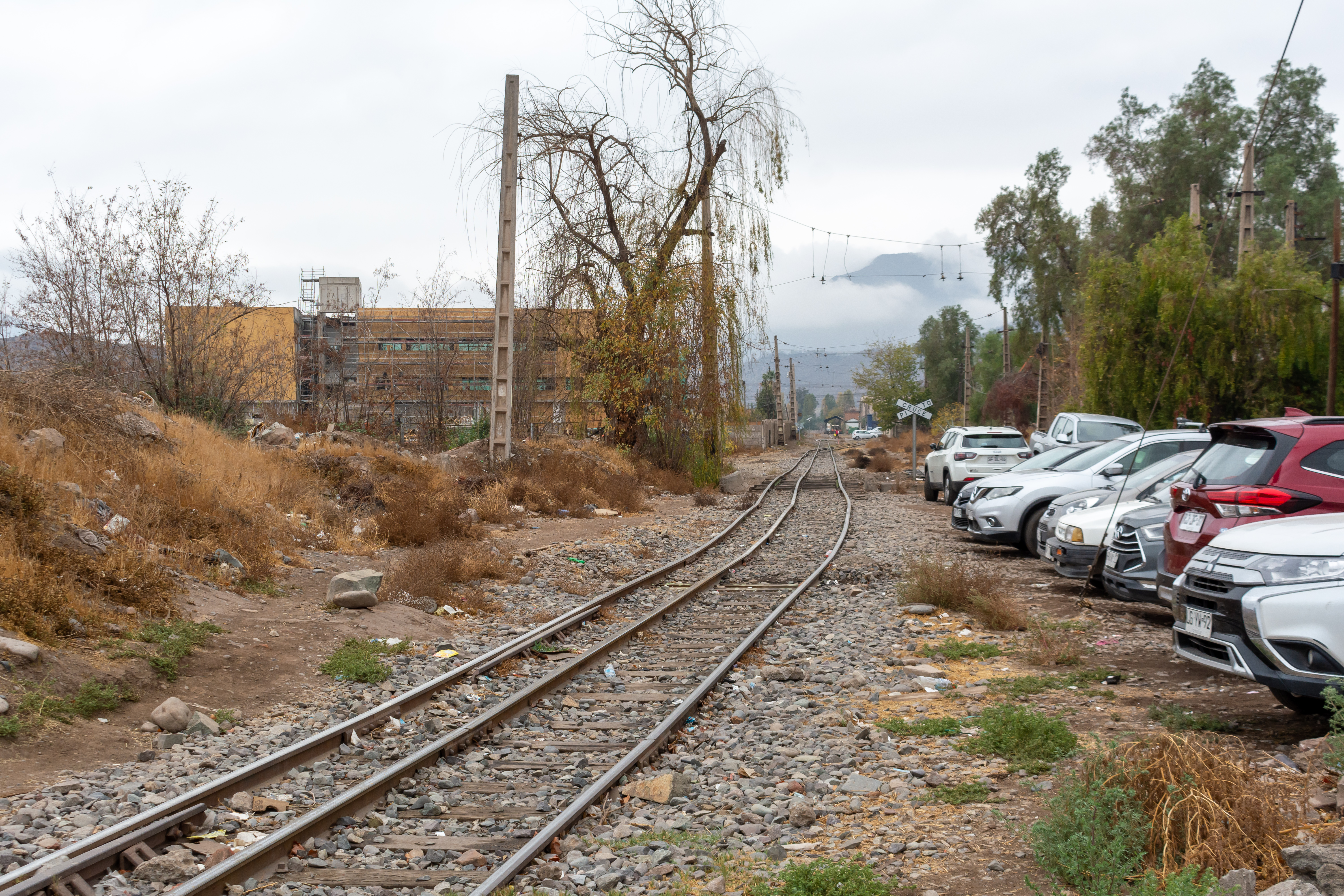
La voie à double écartement du transandin à Los Andes

Le réseau ferroviaire en Argentine, 1899

Il est envisagé de faire renaître la liaison ferroviaire grâce au projet Transandino. Une liaison transcontinentale existe entre Arica au Chili et le département de La Paz en Bolivie, puis vers Buenos Aires ; mais le tronçon transandin est réservé au fret. 
Il existe d'autres trains célèbres dans la Cordillère des Andes, comme le chemin de fer transandin appelé « La Nariz del Diablo », qui relie Guayaquil, sur la côte pacifique de l'Équateur, à Quito, la capitale située à 2 800 m d'altitude. Réputé pour être l'un des trains les plus périlleux du monde, il ne peut cependant pas être considéré comme un chemin de fer transcontinental. Les voyageurs peuvent aussi prendre celui qui mène les voyageurs de Lima à Huancayo (Ferrocarril Central Andino), ligne conçue elle aussi pendant la deuxième moitié du XIXe siècle dans le but de faciliter l'exploitation des ressources minières du centre du Pérou.

### Les compagnies ferroviaires du trajet transcontinental

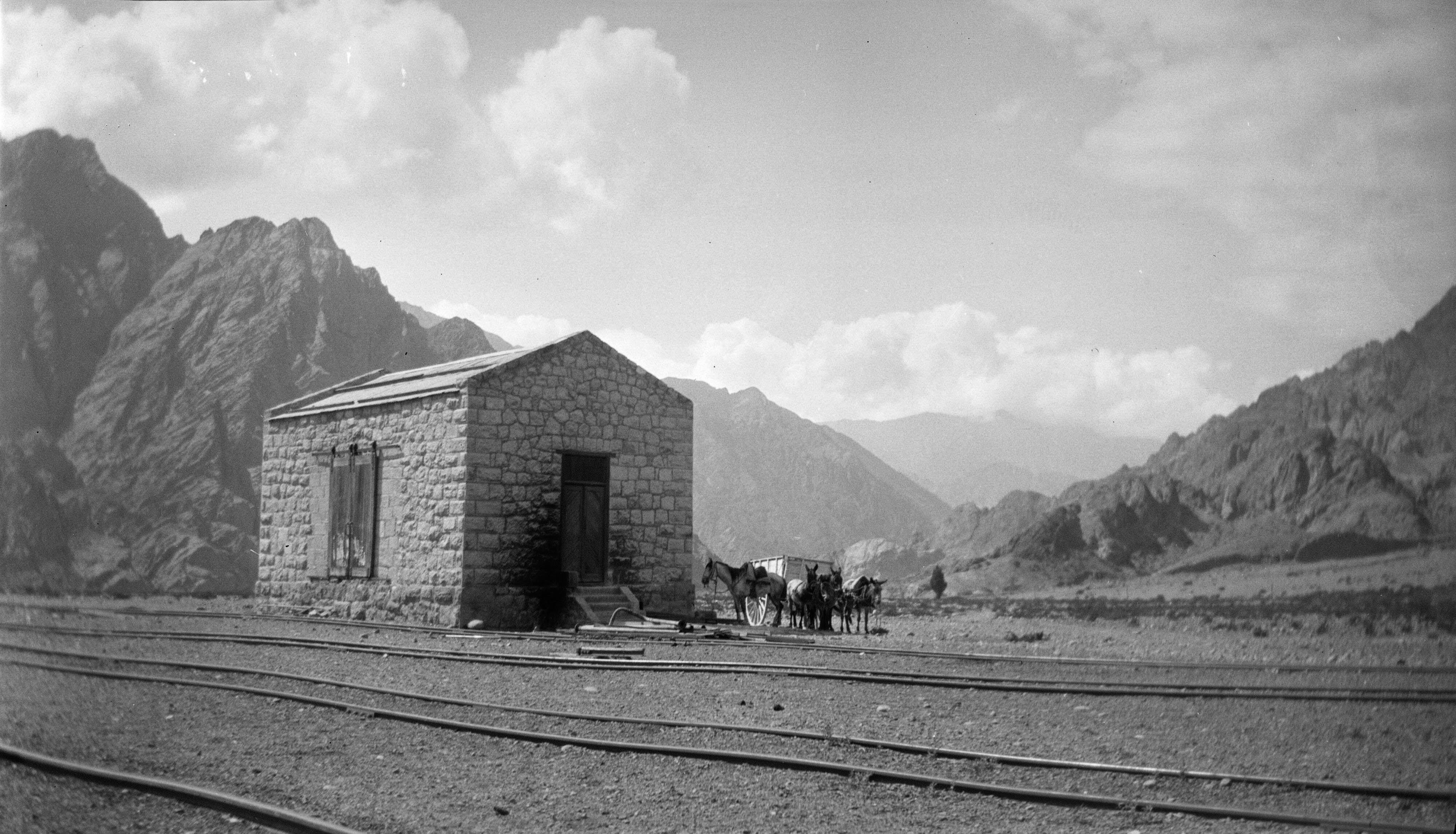
Les montagnes entre Mendoza et Los Andes. Photo Eduard Paulig, 1927

Les 1 408 km du transcontinental entre Buenos Aires (Argentine, océan Atlantique) et Valparaiso (Chili, océan Pacifique), dont fait partie cette ligne, étaient couverts par cinq compagnies :
- Buenos Aires and Pacific Railway (en) : de Buenos Aires (gare de Retiro) à Villa Mercedes (écartement de voie 1 676 mm, 689 km).
- Argentine Great Western Railway (en) : Villa Mercedes à Mendoza (écartement de voie 1 676 mm, 354 km).
- Argentine Transandine Railway : de Mendoza à la ville frontalière (argentine) Las Cuevas (écartement de voie 1 000 mm, 159 km).
- Chilean Transandine : de Las Cuevas à Los Andes (écartement de voie 1 000 mm, 73 km).
- Empresa de los Ferrocarriles del Estado (entreprise de l'État chilien) : de Los Andes à Valparaíso (écartement de voie 1 676 mm, 134 km).

Le trajet des passagers de Buenos Aires à Valparaiso durait environ 36 heures, y compris les changements de train à Mendoza et à Los Andes nécessités à cause des changements d'écartement des voies. À comparer avec les 11 jours et 5 630 km du trajet par mer entre les deux mêmes points, passant par le cap Horn.